# Руднє-Фасівська сільська рада
Руднє-Фасівська сільська рада (Рудне-Фасівська сільська рада) — колишня адміністративно-територіальна одиниця та орган місцевого самоврядування у Фасівському і Володарсько-Волинському (Володарському) районах Коростенської й Волинської округ, Київської та Житомирської областей Української РСР з адміністративним центром у селі Рудня-Фасова.

## Населені пункти
Сільській раді на час ліквідації були підпорядковані населені пункти:
- с. Галинівка;
- с. Рудня-Фасова.

## Населення
Кількість населення ради, станом на 1931 рік, становила 1 158 осіб.

## Історія та адміністративний устрій
Створена 30 жовтня 1924 року, відповідно до рішення Волинської ГАТК (протокол № 11/6 «Про виділення та організацію національних сільрад»), в складі колоній Рудня-Фасівська (згодом — Рудня-Фасова) та Геленівка (згодом — Галинівка) Фасівської і Топорищенської сільських рад Фасівського району Коростенської округи. 23 вересня 1925 року, відповідно до постанови ВУЦВК та РНК УСРР «Про зміни в адміністративно-територіальному поділі Житомирської та Коростенської округ», сільську раду передано до складу Володарського (згодом — Володарсько-Волинський) району Волинської округи. 28 вересня 1925 року реорганізована у німецьку національну сільську раду.
Станом на 1 вересня 1946 року сільська рада входила до складу Володарсько-Волинського району Житомирської області, на обліку в раді перебували села Галинівка та Рудня-Фасова.
Ліквідована 11 серпня 1954 року, відповідно до указу Президії Верховної Ради Української РСР «Про укрупнення сільських рад по Житомирській області», територію та населені пункти приєднано до складу Фасівської сільської ради Володарсько-Волинського району Житомирської області.